# ويليام إف. كلاود
ويليام إف. كلاود (بالإنجليزية: William F. Cloud)‏ هو عسكري أمريكي، ولد في 23 مارس 1825 في كولومبوس في الولايات المتحدة، وتوفي في 4 مارس 1905 في كانساس سيتي في الولايات المتحدة.